# Cambo Suinginge
Cambo Suinginge é uma cidade e município angolano que se localiza na província do Malanje.
Anteriormente uma vila-comuna do município de Caombo, em 5 de setembro de 2024 foi elevada a condição de cidade e município da província do Malanje.
O município é constituído apenas pela comuna-sede.
Seu nome faz referência ao rio Cambo.